# Luigi II Sanseverino
Luigi II Sanseverino (Napoli, 1º marzo 1705 – Acri, 17 novembre 1772) è stato un nobile e funzionario italiano e XI principe di Bisignano.

## Biografia
Nacque a Napoli, da Giuseppe Leopoldo e Stefania Pignatelli, figlia del duca di Monteleone Diego Pignatelli Aragona Cortès. Apparteneva alla seconda linea dei principi di Bisignano. Alla morte del padre ereditò titoli e beni nel 1726, compreso il palazzo Sanseverino-Falcone, ad Acri, dove si ritirò, coltivando la passione per la caccia. Fu, come il padre, molto amico del beato Angelo d'Acri.

### Matrimoni e discendenza
Ben presto, a 18 anni, prese come moglie Ippolita Spinelli, dei principi di San Giorgio, che morì però nel 1734. Lo stesso anno si sposò in seconde nozze con Cornelia Capece Galeota, dei duchi di Sant'Angelo a Fasanella. Da questo matrimonio ebbe:
- Pietro Antonio (1724 - 1771), che fu conte di Chiaromonte e sposò Aurelia Caracciolo, la quale portò nella famiglia i titoli di principe di Torrenova e marchese di Casalbore, morì poco prima del padre.
- Elisabetta, che sposò il principe napoletano Tommaso Firrao.

Luigi II ebbe anche una serie di figli illegittimi, avuti dalla relazione adulterina con Rosa Pettirossi, cantante del Teatro de la Santa Cruz di Barcellona. La relazione tra i due divenne nota e Luigi riconobbe legalmente ed accolse la prole, tuttavia escludendola dall'eredità nobiliare. I figli portarono il cognome Pettirossi-Sanseverino: 
- Luigi, architetto e pittore;[5]
- Alessandro, morto in adolescenza.
- Carlo, che sposò la nobildonna Stefania Romeo di Acri.
- Maria Carmela Sanseverino (1758 - 1839), ritenuta la figlia prediletta, sposò Raffaele Falcone, nobiluomo di Acri che divenne proprietario del palazzo Sanseverino di Acri (da cui il nome di Palazzo Sanseverino-Falcone). Da questa coppia discende la linea odierna dei Bisignano.[2]

Alla morte di Luigi II Sanseverino il titolo passò al nipote Pasquale Sanseverino (primogenito di Pietro Antonio Sanseverino).